# Цинь Каньин
Цинь Каньи́н (кит. упр. 秦侃瀅, пиньинь Qin Kanying; род. 2 февраля 1974) — китайская шахматистка, гроссмейстер среди женщин (1992).

## Биография
В 1990-е годы была одной из сильнейших шахматисток Китая. Пять раз побеждала на чемпионатах Китая по шахматам среди женщин (1988, 1991, 1995, 1999, 2004). В 2000 году в Удайпуре заняла второе место на чемпионате Азии по шахматам среди женщин.
В 1991 году в Суботице на межзональном турнире розыгрыша звания чемпионки мира по шахматам заняла шестое место и попала в турнир претенденток. В 1992 году в турнире претенденток в Шанхае заняла пятое место. В последующих циклах розыгрыша звания чемпионки мира по шахматам этот успех не удалось больше повторить: в 1993 году в Джакарте заняла 12-е место, а в 1995 году в Кишинёве была на 11-м месте.
Участвовала в женских чемпионатах мира по шахматам по системе с выбыванием:
- В 2000 году в Нью-Дели дошла до финала, где проиграла своей соотечественнице Се Цзюнь со счётом 1½:2½ [5];
- В 2006 году в Екатеринбурге дошла до третьего тура, где проиграла Мари Себаг[6].

Представляла Китай на трёх шахматных олимпиадах (1990—1994), в которых в командном зачёте завоевала три бронзовые (1990, 1992, 1994) медали, а в индивидуальном зачёте — бронзовую (1992) медаль. В 1995 и 1999 году в составе сборной Китая побеждала на командных чемпионатах Азии среди женщин, в которых завоевала также индивидуальную золотую (1999) и серебряную (1995) медаль.